# Robert Hines (astronaut)
Robert „Bob“ Thomas Hines, Jr. (* 11. ledna 1975, Fayetteville, Severní Karolína, USA) je americký stíhací pilot a astronaut NASA, 585. člověk ve vesmíru. Od dubna do října 2022 pobýval na Mezinárodní vesmírné stanici (ISS) během svého prvního kosmického letu.

## Život a vzdělání
Robert Hines se narodil 11. ledna 1975 ve Fayetteville v Severní Karolíně Lynně a Robertu Hinesovi staršímu. Jeho rodina se přestěhovala do Mountain Top v Pensylvánii, kde navštěvoval střední školu v Crestwoodu. V roce 1989 se zúčastnil vesmírného tábora ve věku 14 let. Vystudoval Bostonskou Universitu v roce 1997 s bakalářským titulem v leteckém inženýrství.
Hines je ženatý a se svou manželkou Kelli má tři děti.

## Vojenská kariéra
V roce 1999 vystudoval Robert Hines Air Force Officer Training School a byl pověřen jako poručík . Chodil na vysokoškolský pilotní výcvik na letecké základně Columbus. Po pilotním výcviku působil jako instruktor na letadle T-37 Tweet. Poté absolvoval výcvik na pozici pilota F-15E Strike Eagle na letecké základně Seymoura Johnsona, pak byl přidělen k RAF Lakenheatth. V roce 2008 Hines navštěvoval americkou školu zkušebních pilotů, kde získal titul Master of Science v oboru letových testů. Jeho první úkol jako zkušební pilot byl na letecké základně Eglin, kde testoval F-15C Eagle a F-15E Strike Eagle a byl nasazen jako pilot U-28. Během své kariéry absolvoval 76 bojových misí a má více než 3 500 letových hodin ve 41 letadlech. Jeho přesun zpět do řádného letectva jako podplukovníka byl schválen americkým Senátem v únoru 2019.

## Kariéra v NASA
Před svým výběrem jako astronauta působil Hines jako zkušební pilot v Johnsonově vesmírném středisku NASA i ve Federálním úřadě pro letectví. V roce 2017 byl vybrán jako člen 22. skupiny astronautů NASA a zahájil dvouletý výcvik. V době svého výběru byl Hines výzkumným pilotem pro divizi Aircraft Operations Director of Flight Operations Directorate v NASA.
Byl vybrán jako pilot pro misi SpaceX Crew-4, jejíž start se po několika odkladech uskutečnil 27. dubna 2022. Loď se po 16 hodinách spojila s ISS, kde se čtyři členové její posádky stali současně členy Expedice 67. Na Zemi se vrátili 14. října 2022 po 170 dnech, 13 hodinách a 2 minutách letu.

## Ceny a vyznamenání
Během své kariéry v letectvu získal Hines několik ocenění, včetně letecké medaile, medaile za vzdušné úspěchy, medaile za službu v Iráku, medaile za službu v Afghánistánu a medaile za službu jaderného zastrašování. Získal cenu amerického letectva Bobbyho Bonda Memorial Aviator Award a cenu NASA Stuart Present Flight Achievement Award. Je členem Společnosti experimentálních zkušebních pilotů a Amerického institutu pro letectví a astronautiku.